# Arachnura logio
Arachnura logio är en spindelart som beskrevs av Takeo Yaginuma 1956. Arachnura logio ingår i släktet Arachnura och familjen hjulspindlar. Inga underarter finns listade i Catalogue of Life.

## Bildgalleri

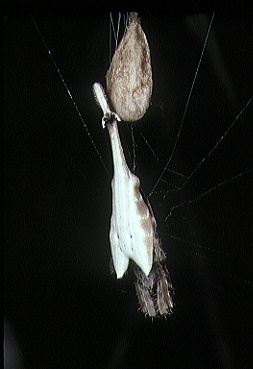